# آه باران
آهْ باران یک آلبوم از محمدرضا شجریان است که در فرم و فضای موسیقی گل‌ها تنظیم گردیده و به یاد بزرگان، حسین یاحقی، مرتضی محجوبی، رهی معیری و غلامحسین بنان ساخته شده‌است.
این آلبوم شامل هفت قسمت درمایه دشتی است که چهار قطعه آن به صورت ارکستری، دو قطعه به صورت ساز و آواز همراه پیانوی فخری ملک‌پور و تار فرهنگ شریف بر اشعار حافظ و عطار بوده و یک قطعه آن چهارمضراب تار به همراه تنبک همایون شجریان می‌باشد.

## آهنگ‌ها
1. مقدمه دشتی - آهنگ ساز: مزدا انصاری زمان: ۰۳:۲۱
2. ساز و آواز - غزل از حافظ زمان: ۱۲:۳۵
3. نوای نی - آهنگساز: مرتضی محجوبی - ترانه از رهی معیری و تنظیم از مزدا انصاری، زمان: ۰۸:۵۶
4. چهارمضراب عشاق - زمان: ۰۴:۴۰
5. دیدی ای مه - آهنگ ساز: حسین یاحقی - ترانه از رهی معیری و تنظیم از مزدا انصاری، زمان: ۰۷:۲۳
6. ساز و آواز - - غزل از عطار زمان: ۱۱:۲۱
7. آهْ باران - آهنگ ساز: محمدرضا شجریان- شعر از فریدون مشیری و تنظیم از مزدا انصاری، زمان: ۰۸:۲۰

## نوازندگان
هنرمندان اعم از تکنوازان و نوازندگان ارکستر که در این مجموعه همنوازی و همراهی نموده‌اند عبارتند از:
- فرهنگ شریف: تار
- فخری ملک‌پور: پیانو
- همایون شجریان: تنبک
- ارسلان کامکار: ویلن
- علی رحیمیان: ویلن
- علی جعفری پویان: ویلن
- سینا جهان‌آبادی: ویلن
- میثم مروستی: ویولا
- سهراب برهمندی: ویولا
- کریم قربانی: ویلنسل
- ناصر رحیمی: فلوت
- ایمان جعفری پویان: کلارینت
- علی رزمی: تار
- رامین مظاهری: میکس و مسترینگ
- ریموند موسسیان : میکس و مسترینگ

اشعار و ترانه‌ها
متن اشعار و ترانه‌های این آلبوم به شرح زیر است:
1. مقدمه دشتی: بی کلام
2. ساز و آواز:

گداخت جان که شود کار دل تمام و نشد
گداخت جان که شود کار دل تمام و نشد
بسوختیم در این آرزوی خام و نشد
رواست در بر اگر می‌تپد کبوتر دل
که دید در ره خود پیچ و تاب دام و نشد
پیام داد که خواهم نشست با رندان
بشد به رندی و دردی کشیم نام و نشد
به کوی عشق منه بی‌دلیل راه قدم
که من به خویش نمودم صد اهتمام و نشد
فغان که در طلب گنج نامهٔ مقصود
شدم خراب جهانی ز غم تمام و نشد
دریغ و درد که در جستجوی گنج حضور
بسی شدم به گدایی بر کرام و نشد
هزار حیله برانگیخت حافظ از سر فکر
در آن هوس که شود آن نگار رام و نشد
۳- نوای نی:
چنانم بانگ نی، آتش بر جان زد
که گویی کس، آتش در نیستان زد
مرا در دل عمری سوز غم پنهان بود
نوای نی امشب بر آن دامان زد
چنانم بانگ نی، آتش بر جان زد
که گویی کس، آتش در نیستان زد
مرا در دل عمری سوز غم پنهان بود
نوای نی امشب بر آن دامان زد
نی محزون داغ مرا تازه‌تر از لاله کند
ز جدایی‌ها چو شکایت کند و ناله کند
که به جانش آتش، هجر یاران زد
به کجایی ای گل من که همچو نی بنالد ز غمت دل من
به کجایی ای گل من که همچو نی بنالد ز غمت دل من
جز نالهٔ دل نبود از عشقت حاصل من
گذری به سرم، نظری بر چشم ترم
که از غم تو قلب رهی خون شد و از دیده برون شد
نوای نی گوید کز عشقت چون شد
1. چهارمضراب عشاق: بی کلام
2. دیدی ای مه:

دیدی ای مه که ناگه رمیدی و رفتی
پیوند الفت بریدی و رفتی
هرچه خواری به یاری کشیدم و دیدم
دامن ز دستم کشیدی و رفتی
بس ناله‌ها کردم به امیدی که رحم آری
به فریاد من ای گل
فریاد از دل تو کز جفا، فریاد ما نشنیدی و رفتی
جانا گرچه بردی از یادم
جان در کوی عاشقی دادم
ز پا فکندی، به سر دویدم، گوهر فشاندم
بر اشک من خندیدی و رفتی
ساقی بده آن می‌را
مطرب بزن آن نی را
که پای لاله، پیاله خوش باشد
دل اسیران به ناله خوش باشد
علاج محنت به جز می نیست
به غیر نالیدن نی نیست
۰۶- ساز و آواز:
جانا مرا چه سوزی چون بال و پر ندارم
خون دلم چه ریزی چون دل دگر ندارم
در زاری و نزاری چون زیر چنگ زارم
زاری مرا تمام است چون زور و زر ندارم
گر پرده‌های عالم در پیش چشم داری
گر چشم دارم آخر چشم از تو برندارم
در پیش بارگاهت از دور بازماندم
کز بیم دورباشت روی گذر ندارم
روزی گرم بخوانی از بس که شاد گردم
گر ره بود به آتش، بیم خطر ندارم
عالم پر است از تو غایب منم ز غفلت
تو حاضری ولیکن، ولیکن من آن نظر ندارم
نه، نه تو شمع جانی پروانه تو ام من
زان با تو پر زنم من کز تو خبر ندارم
۰۷- آهْ باران:
ریشه در اعماق اقیانوس دارد شاید
این گیسو پریشان‌کرده بیدِ وحشیِ باران
یا نه! دریایی‌ست گویی، واژگونه بر فراز شهر
شهر سوگواران
هر زمانی که فرو می‌بارد از حد بیش
ریشه در من می‌دواند پرسشی پی‌گیر با تشویش
رنگ این شب‌های وحشت را
تواند شُست آیا از دل یاران؟
چشم‌ها و چشمه‌ها خشکند
روشنی‌ها محو در تاریکیِ دلتنگ
هم چنان‌که نام‌ها در ننگ
هر چه پیرامون ما غرق تباهی شد
آهْ باران! ای امید جان بیداران
بر پلیدی‌ها که ما عمریست در گرداب آن غرقیم
آیا چیره خواهی شد؟